# Lukit
Lukit is een bestuurslaag in het regentschap Kepulauan Meranti van de provincie Riau, Indonesië. Lukit telt 1816 inwoners (volkstelling 2010).